# Colibrí ermità ventreblanc
El colibrí ermità ventreblanc (Phaethornis rupurumii) és una espècie d'ocell de la família dels troquílids (Trochilidae) que habita el sotabosc i clars dels boscos del nord i est de l'Amazònia.